# GP Lago le Bandie
Der Gran Premio Lago le Bandie war ein kurzlebiges italienisches Cyclocrossrennen, das 2006 und 2009 ausgetragen wurde.

## Geschichte
Das Rennen fand 10 km nördlich von Treviso am Lago le Bandie statt, einem ehemaligen Kiesteich, der eigentlich auf dem Gemeindegebiet von Spresiano liegt. Es fand erstmals im November 2006 im Rahmen des UCI-Cyclocross-Weltcups statt und war als Testlauf für die Cyclocross-Weltmeisterschaften 2008 am gleichen Ort gedacht. Bei letzteren waren im Januar 2008 Lars Boom und Hanka Kupfernagel siegreich.
Die zweite Ausgabe als Grand Prix, erneut im Weltcup, war im Oktober 2009. Zu diesem Zeitpunkt bestanden noch Pläne, 2013 erneut die Weltmeisterschaften auszurichten. Diese wurden jedoch nicht umgesetzt, und das Rennen verschwand wieder.
Vierzehn Jahre später rückte der Lago le Bandie nochmals ins Zentrum des Radsports, als der Parcours der Gravel-Weltmeisterschaften 2023 dort seinen Anfang nahm. Zudem wird in unmittelbarer Nähe mit dem Velodromo di Spresiano eine moderne Radrennbahn gebaut, die 2025 fertiggestellt sein soll.

## Siegerliste

### Männer
- 2006:  Francis Mourey
- 2009:  Niels Albert

### Frauen
- 2006:  Marianne Vos
- 2009:  Katherine Compton